# Zvěřínek
Zvěřínek (en allemand : Zwerinek) est une commune du district de Nymburk, dans la région de Bohême-Centrale, en République tchèque. Sa population s'élevait à 285 habitants en 2020.

## Géographie
Zvěřínek se trouve à 5 km au sud-ouest de Nymburk et à 42 km à l'est-nord-est de Prague.
La commune est limitée par Písty au nord, par Hořátev au nord et à l'est, par Kostelní Lhota au sud, et par Sadská à l'ouest et au nord.

## Histoire
La première mention écrite de la localité date de 1345.